# Glacera del Trient
La glacera del Trient es troba al cantó del Valais, a Suïssa. Es troba a prop de la frontera entre França i Suïssa al sud de Martigny i al nord del Massís del Mont Blanc. Mesura 4,5 kilolitres i cobreix una superfície de prop de 6 km². El seu nom prové del poble de Trient situat més avall de la vall.

## Geografia

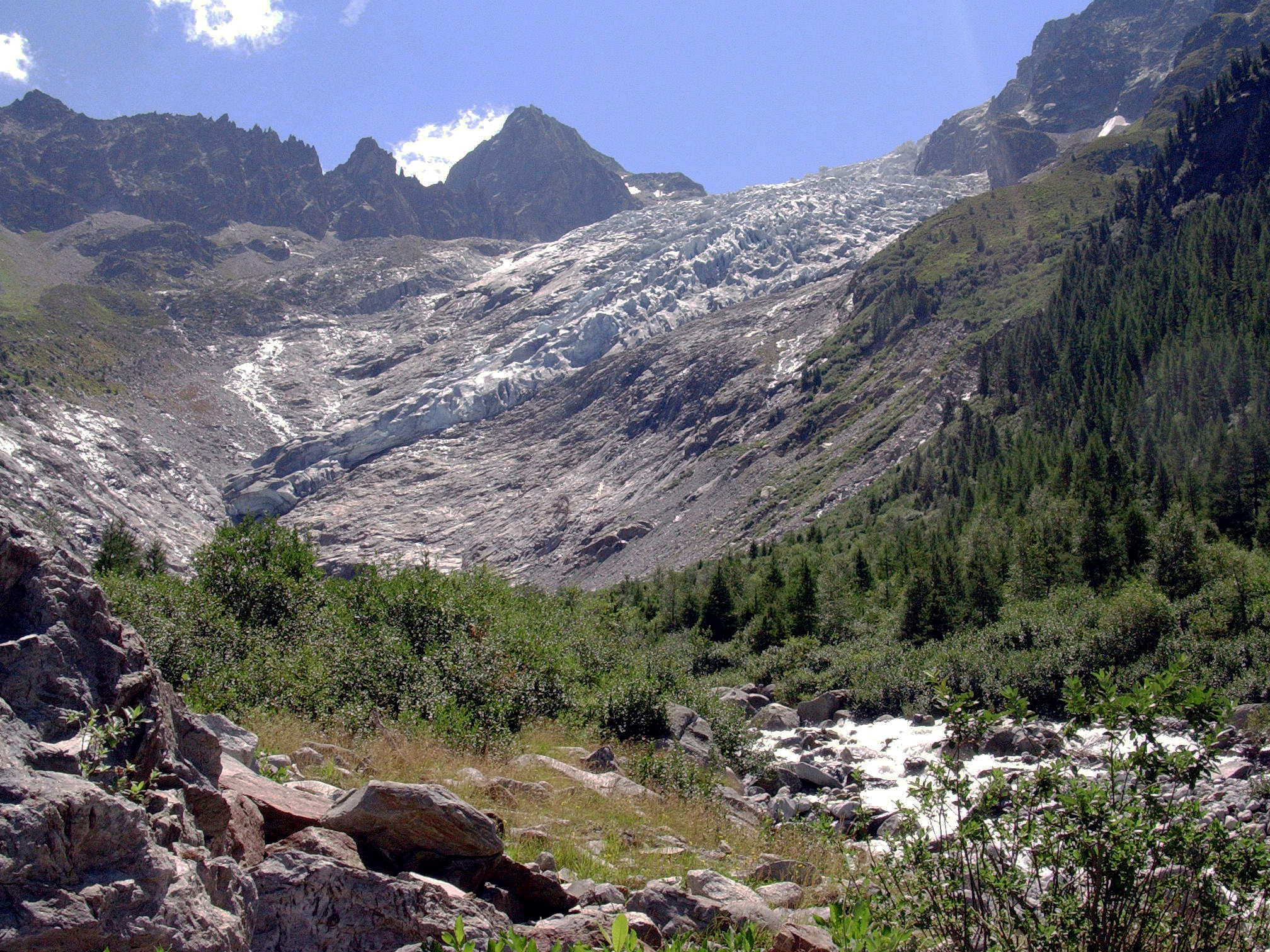
Glacera del Trient.

Les geleres a l'origen de la glacera es troben sobre una banda ampla de dos quilòmetres situada a una altitud compresa entre 3.000 i 3.300 metres. Formen l'altiplà del Trient i estan envoltades a l'oest per l'agulla del Tour (3.540 m, a la frontera amb França), al sud per les agulles Daurades (3.519 m) i a l'est per la Point d'Orny (3.271 m). L'altiplà del Trient serveix de zona d'acumulació i el seu gruix és comprès entre 100 i 150 metres de gel.
Sota l'altiplà de Trient, la glacera que mesura 600 metres d'amplada, es precipita a l'estreta vall orientada al nord. La baixada és important, ja que agafa un pendent d'un 50 % abans que la llengua acabi a 1.800 metres, per sota del lloc anomenat Vésevey. De la llengua surt el Trient, un riu que s'uneix al Roine a Vernayaz. A l'estiu, es forma una bossa d'aigua a la glacera i infla el corrent del Trient quan cedeix.
La glacera Trient està lligada a la Glacera d'Orny a l'est a través del coll d'Orny (3.096 m) completament cobert de gel. Al sud-oest, comunica amb la glacera del Tour completament en territori francès. A la cara nord de l'Aiguille du Tour, una carena gelada connecta l'altiplà de Trient amb la glacera dels Grands d'uns 2 km².
Al sud de la Pointe d'Orny, la cabana Trient (del Club Alpí Suís) cau sobre l'altiplà de Trient a una altitud aproximada de 3.170 metres. Serveix de punt de partida per a expedicions a la glacera i als cims de la part nord del massís del Mont-Blanc.

Evolució de la glacera en metres
En verd, les diferències de longitud acumulades
En roig, les variacions de longitud anuals

## Història
El 1930 l'aviador alemany Ernst Udet va aterrar diverses vegades a la glacera com a part del rodatge d'una pel·lícula amb l'actriu Leni Riefenstahl. Aquest va ser el primer aterratge en una glacera del Valais.

## Explotació comercial
El gel del Trient ha estat exportat entre 1865 i 1893. Malgrat l'explotació important per una trentena d'obrers, l'avançada de la glacera durant la fi de la Petita Edat de Gel garantia una renovació constant dels recursos en gel. Entre 20 i 30 tones de gel eren encaminades cada dia cap a Martigny a continuació despatxades setmanalment per tren a França per fornir les urbs.
Durant la primera meitat del segle XX, l'aigua de la glacera va alimentat una bassa que permetia irrigar els conreus de la regió.